# Bivilliers
Bivilliers ist eine Ortschaft und eine ehemalige französische Gemeinde mit 61 Einwohnern (Stand: 1. Januar 2022) im Département Orne in der Region Normandie. Sie gehörte zum Arrondissement Mortagne-au-Perche und zum Kanton Tourouvre.
Mit Wirkung vom 1. Januar 2016 wurden die bisherigen Gemeinden Autheuil, Bivilliers, Bresolettes, Bubertré, Champs, Lignerolles, La Poterie-au-Perche, Prépotin, Randonnai und Tourouvre zu einer Commune nouvelle mit dem Namen Tourouvre au Perche zusammengeschlossen und haben in der neuen Gemeinde den Status einer Commune déléguée. Der Verwaltungssitz befindet sich im Ort Tourouvre.

## Lage
Der Ort Bivilliers liegt am Oberlauf der Commeauche in der Normannischen Schweiz, 18 Kilometer südlich von L’Aigle.

## Bevölkerungsentwicklung
| Jahr                       | 1962 | 1968 | 1975 | 1982 | 1990 | 1999 | 2008 | 2015 |
| -------------------------- | ---- | ---- | ---- | ---- | ---- | ---- | ---- | ---- |
| Einwohner                  | 118  | 99   | 92   | 84   | 86   | 74   | 63   | 65   |
| Quellen: Cassini und INSEE |      |      |      |      |      |      |      |      |

## Sehenswürdigkeiten
- Kirche Saint-Pierre, seit 2006 als Monument historique ausgewiesen[2]

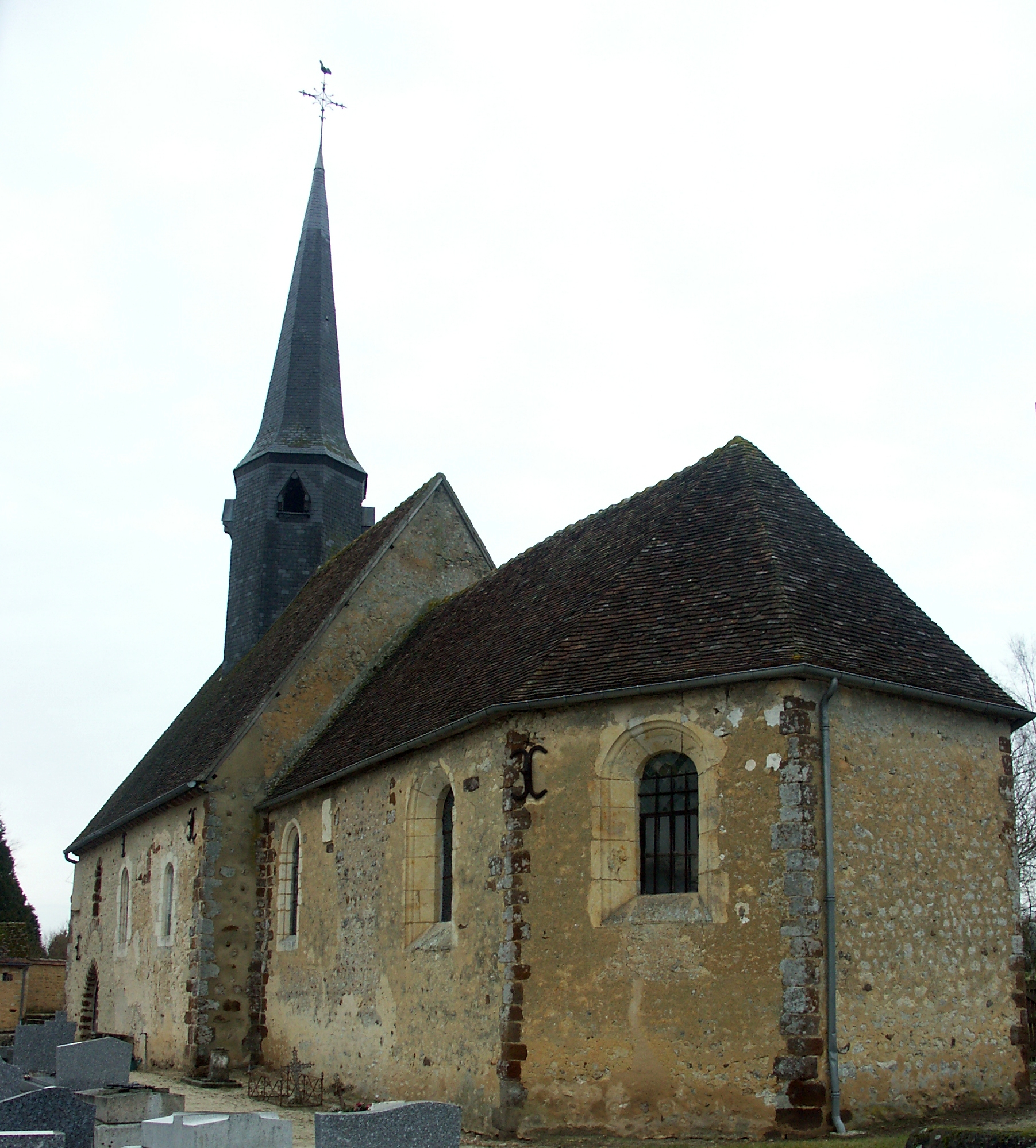
Kirche Saint-Pierre